# Liane Buhr
Liane Buhr (nacida como Liane Weigelt, 11 de marzo de 1956) es una deportista de la RDA que compitió en remo como timonel.
Participó en dos Juegos Olímpicos de Verano en los años 1976 y 1980, obteniendo dos medallas, oro en Montreal 1976 y oro en Moscú 1980. Ganó tres medallas de oro en el Campeonato Mundial de Remo entre los años 1974 y 1979.

## Palmarés internacional
| Juegos Olímpicos   | Juegos Olímpicos         | Juegos Olímpicos | Juegos Olímpicos         |
| Año                | Lugar                    | Medalla          | Prueba                   |
| ------------------ | ------------------------ | ---------------- | ------------------------ |
| 1976               | Montreal (Canadá)        | Medalla de oro   | Cuatro scull con timonel |
| 1980               | Moscú (URSS)             | Medalla de oro   | Cuatro scull con timonel |
| Campeonato Mundial |                          |                  |                          |
| Año                | Lugar                    | Medalla          | Prueba                   |
| 1974               | Lucerna (Suiza)          | Medalla de oro   | Cuatro scull con timonel |
| 1975               | Nottingham (Reino Unido) | Medalla de oro   | Cuatro scull con timonel |
| 1979               | Bled (Yugoslavia)        | Medalla de oro   | Cuatro scull con timonel |